# Abu l-Hasan
Abu l-Hasan Ali ibn Uthman (arabisch أبو الحسن علي بن عثمان, DMG Abū l-Ḥasan ʿAlī b. ʿUṯmān; † 1351) war von 1331 bis 1351 der achte Sultan der Meriniden in Marokko.

## Politik
Nach der Übernahme der Macht von seinem Vater Abu Said Utman II. (reg. 1310–1331) wandte sich Abu l-Hasan dem Kampf gegen Kastilien in Andalusien zu. So wurde schon im Jahr 1333 die Stadt Tarifa im Bündnis mit der Republik Genua und den Nasriden von Granada zurückerobert. Allerdings erlitten die Meriniden und Nasriden unter Abu l-Hasan sieben Jahre später (30. Oktober 1340) am Rio Salado eine vernichtende Niederlage gegen das vereinigte Heer von Kastilien und Portugal. Abu l-Hasan konnte sich nur durch Flucht retten. Mit Algeciras verloren die Meriniden im Jahr 1343 ihren letzten Stützpunkt in Andalusien.
Erfolgreicher war Abu l-Hasan dagegen im Maghreb, wo er – nach einem Heiratsbündnis mit den Hafsiden – das Reich der Abdalwadiden erobern konnte (1334–1337). Im Jahr 1349 gelang ihm sogar die Unterwerfung des Hafsidenreiches und der Einzug in Tunis. Allerdings kam es bald zum Aufstand der Beduinenstämme, welche die Berbertruppen von Abu l-Hasan bei Kairouan im Jahr 1350 schwer schlugen. Dies führte zum völligen Zusammenbruch der Merinidenherrschaft in Ifrīqiya, so dass Abu l-Hasan mit einem Schiff über das Mittelmeer nach Marokko fliehen musste. 
In der Zwischenzeit hatte sich – in der Annahme, Abu l-Hasan habe die Niederlage von Kairouan nicht überlebt – sein Sohn Abu Inan Faris zum Sultan ausrufen lassen. Es kam zum Kampf, in dem Abu l-Hasan unterlag, woraufhin er sich in den Hohen Atlas zurückziehen musste. Während der anschließenden Verhandlungen mit seinem Sohn starb er und wurde in Fès bestattet. Zwar war Abu l-Hasan ein großer Feldherr, doch fehlte ihm die Begabung, seine Eroberungen auch langfristig zu sichern und in das Reich zu integrieren.
Auch wenn Abu l-Hasan als Feldherr gescheitert war, blieb der innere Frieden in Marokko bis auf die Revolte eines Sohnes gewahrt. Dies führte zu einem wirtschaftlichen Aufschwung des Landes und einer kulturellen Blüte, die durch Abu l-Hasan weiter gefördert wurde.

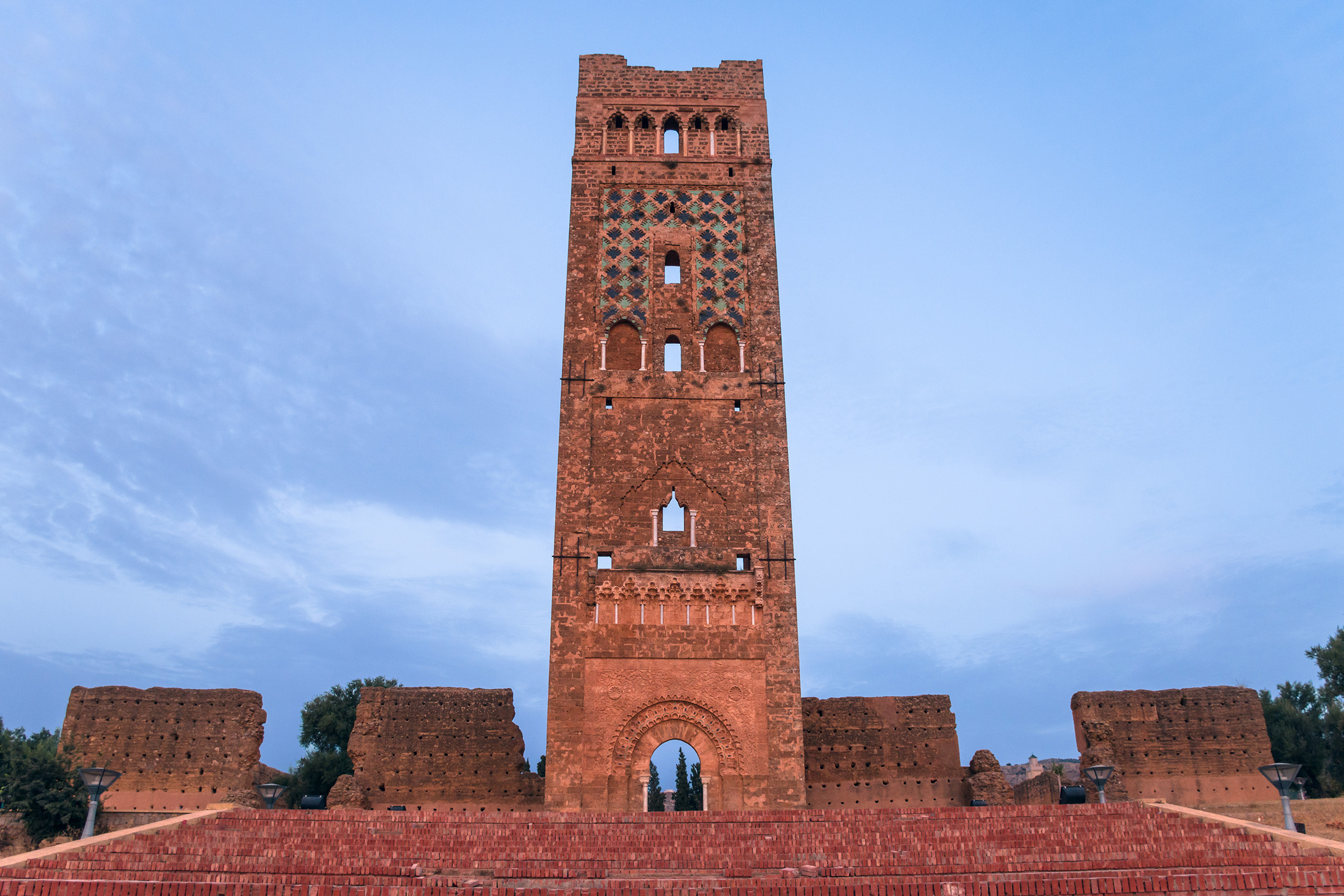
Große Moschee von Mansourah

## Bauten
Eine Moschee bei Tlemcen über dem Grab des bedeutenden Mystikers Abu Madjan und die Koranschulen der Medersa es-Sahrij und der Medersa Misbahiyya in Fès werden auf seine Initiativen zurückgeführt. Auch der Bau der Medersa Ben Youssef in Marrakesch wird ihm zugeschrieben. Darüber hinaus betrieb er die Fertigstellung der bereits unter seinem Amtsvorgänger Abu Yaqub Yusuf (reg. 1286–1307) begonnenen Großen Moschee von Mansourah im heutigen Algerien. 
Sein eigenes Mausoleum (Qubba) ist in der Chellah, der merinidischen Nekropole von Rabat, teilweise erhalten.